# Bisulfure de potassium
Le bisulfure de potassium ou hydrogénosulfure de potassium est un composé chimique de formule KSH. Il s'agit d'un solide cristallisé fortement hygroscopique, déliquescent, facilement soluble dans l'eau. Il jaunit rapidement au contact de l'air en formant des polysulfures et du sulfure d'hydrogène H2S. Il se présente généralement sous la forme d'un semi-hydrate, qui libère son eau de cristallisation à une température allant de 175 à 200 °C. Il fond en donnant un liquide rouge foncé.  
On peut l'obtenir en faisant réagir de l'amidure de potassium KNH2 avec du sulfure d'hydrogène H2S dissous dans l'ammoniac. Il peut également être obtenu en saturant une solution d'hydroxyde de potassium KOH avec du sulfure d'hydrogène :
KOH + H2S → KSH + H2O.
Le bisulfure de potassium est utilisé en synthèse organique pour produire des thiols.